# Vympel K-13
K-13 eller R-3 (NATO-beteckning: AA-2 Atoll) är en sovjetisk jaktrobot som är skapad genom reverse engineering av AIM-9 Sidewinder.

## Historia
Hösten 1958 utkämpades luftstrider över Taiwansundet mellan F-86 Sabres från taiwanesiska flygvapnet och MiG-17 från folkets befrielsearmés flygvapen. Eftersom MiG-17 kunde flyga på högre höjd än F-86 hade de till en början övertaget. Det övertaget försvann 24 september då taiwanesiska flygvapnet fick 100 stycken AIM-9 Sidewinder från USA:s flotta. 28 september träffades en kinesisk MiG-17 av en Sidewinderrobot som inte exploderade utan i stället fastnade i flygkroppen. Den i stort sett oskadade Sidewinderroboten uppläts till Sovjetunionen för undersökning i utbyte mot att Kina fick gratis tillgång till den teknologi som den representerade.
Ryska forskare konstruerade en kopia av roboten som sattes i produktion under beteckningen K-13. Enligt den amerikanska sociologisten Ron Westrum skulle Sovjetunionen även ha fått ritningar på AIM-9 Sidewinder från den svenske spionen Stig Wennerström. Resultatet blev så snarlikt att när Finlands flygvapen skaffade Sidewinder-robotar till sina Draken-flygplan 1972 fann de att delarna var utbytbara med de K-13 som de redan hade till sina MiG-21.

## Varianter
- K-13 (R-3) första exemplaren direkt kopierade från AIM-9 Sidewinder.
- K-13A (R-3S, AA-2a) serieproducerad version med förenklad kylning vilket ger längre minimiräckvidd.
- K-13R (R-3R, AA-2b eller AA-2-2) version med semiaktiv radarmålsökare.
- K-13M (R-3M, AA-2c) förbättrad variant med längre räckvidd, zonrör och känsligare målsökare.